# 維多利亞甘馬雷斯B隊
維多利亞甘馬雷斯B隊（葡萄牙語：Vitória de Guimarães B），葡萄牙職業足球會，位於吉馬良斯，成立於2012年，現時於葡萄牙足球乙级联赛作賽。他們是甘馬雷斯的預備隊。他們不容許參與葡萄牙盃及葡聯盃。

## 外部連結
- Official webpage （页面存档备份，存于） （葡萄牙文）
- Official regulation （页面存档备份，存于） （葡萄牙文）
- Official Statistics （页面存档备份，存于） （葡萄牙文）
- Resultados Ao Vivo, proximos jogos ao vivo, posicoes de Liga de Honra （葡萄牙文）

- Portuguese Futebol.com » Your Source for Portuguese Soccer （英文）
- Portuguese Soccer News Links （页面存档备份，存于） （英文）